# Astrid Klenow
Astrid Klenow (født 6. september 1931 i København; død 4. maj 2012) var en dansk billedhugger. Hendes forældre var civilingeniør Erik Robert Wilhelm Klenow og Rigmor Fanny Hilda Maxen.

## Uddannelse
Astrid Klenow modtog forberedelse til Kunstakademiet hos maleren Alexander Klingspor. Efter optagelse på Kunstakademiet gik hun på billedhuggerskolen hos professor Einar Utzon-Frank i årene 1952-1954.

## Kunstnerisk virke
Efter studierne på billedhuggerskolen hos Einar Utzon-Frank udviklede Astrid Klenow i årenes løb sit naturalistiske formsprog hen mod en enkel, fast og stram udformning, uden mange detaljer, som kunsthistorikeren Dorthe Falcon Møller beskriver værkerne. Astrid Klenow arbejdede med såvel menneskeskildringen som med dyreskulpturer i mindre og i monumentale værker. Hendes enkle relief i bemalet cement Mor og barn indgår i samlingen på Statens Museum for Kunst. To dyreskulpturer har fundet plads i det offentlige rum: Siddende orne, støbt i bronze, på Bygholms Landbrugsskole ved Horsens, og Ko og kalv, bronze, på Lyngby Landbrugsskole. Dorthe Falcon Møller karakteriserer i sin artikel i Weilbachs Kunstnerleksikon Klenows senere udvikling som kunstner, således citeret: "Inden for de senere år har hun med udgangspunkt i det naturalistiske omformet dette til et nonfigurativt, men klart aflæseligt symbolsk formsprog, eksempelvis i "Spiral", "Submark i ring", "Kvart pyramide" og "Vækst, skulptur i to dele", en naturlig udvikling af hendes stramme formopfattelse."
Mellem årene 1967 og 2009 udstillede Astrid Klenow jævnligt på Koloristerne, hvor hun var et skattet medlem. I mindeordene i Koloristernes Udstillingsavis 2013 skriver væveren Nanna Hertoft og billedhuggeren Lisbeth Nielsen om Astrid Klenows arbejde, således citeret Tidligere skiftede hun mellem et år at udstille skulpturer og det næste år tegninger, skitser og gouacher, afhængig af det langvarige og nøje kritiske arbejde med de store skulpturer. Hun benyttede ikke ydre virkemidler, skar figurerne ind til det helt grundlæggende, så de fremstod rene i formen, djærve og jordbundne i udtrykket med fylde og kraft. Der er her en fin overensstemmelse med de naturinspirerede tegninger af dyr og planter, køerne på marken, store træer eller grenværk. "Sten og vand", titel på en gouache. Naturens facetterede rigdomme favnet i store rum.
På Koloristernes udstilling 2013 arrangeredes i samarbejde med maleren Svend Danielsen, som havde kendt hende gennem mange år, en mindeopstilling med Astrid Klenows skulpturer.

## Rejser og udlandsophold
- 1959 Italien
- 1970 Paris
- San Cataldo 1992

## Stipendier og udmærkelser
- 1968-1970 Statens Kunstfond
- 1969 Astrid Noacks Legat
- 1978 Viggo Jarls Legat
- 2000 Foreningen Dansk Kunsts Legat

## Udstillinger
- 1955-1957 Kunstnernes Efterårsudstilling (KE)
- 1958-1959 Maj Udstillingen
- 1958-1959 Spiren
- 1966 Charlottenborgs Forårsudstilling
- 1972, 1977 Å-Udstillingen
- fra 1967 på Koloristerne
- 1974 Nordisk Skulptur i Kongens Have
- 1974 Hverdagsmotiver, Nikolaj Udstillingsbygning, København
- 1983 Kunstnere for Fred, Charlottenborg

### Separatudstillinger
- 1957 Charlottenborg, sammen med Nulle Øigaard
- 1960 Charlottenborg sammen med Nulle Øigaard, Arne Hilding Petersen og Helle Allpass
- 1961 Birkerød Kunstforening

## Værker i offentlig eje
- 1966 Mor og barn, relief, malet cement, Statens Museum for Kunst
- 1977 Siddende orne, bronze, Bygholm Landbrugsskole
- 1982 Ko og kalv, gips - støbt i bronze 1986, Lyngby Landbrugsskole

## Stillinger og hverv
- 1959-1986 Formningslærer på Holte Gymnasium